# Wierchniednieprowsk
Wierchniednieprowsk (ukr. Верхньодніпровськ, Werchniodniprowśk) – miasto na Ukrainie w obwodzie dniepropetrowskim, siedziba władz rejonu wierchniednieprowskiego.

## Historia
Osada założona w 1779.
W 1989 liczyła 22 708 mieszkańców.
W 2013 liczyła 16 885 mieszkańców.

## Urodzeni w Wierchniednieprowsku
- Wołodymyr Szczerbycki (1918-1990) - długoletni (1972-1989) I sekretarz Komunistycznej Partii Ukrainy